# Forrest P. Sherman

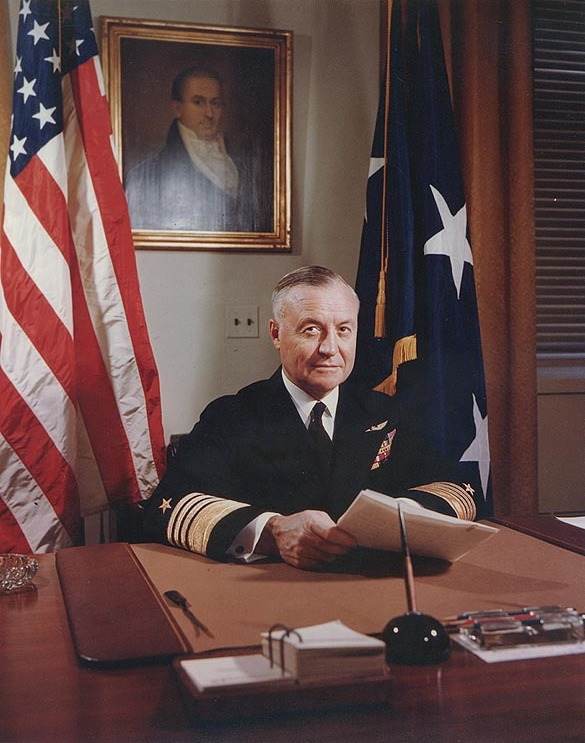
Forrest P. Sherman als Chief of Naval Operations

Forrest Percival Sherman (* 30. Oktober 1896 in Merrimack, New Hampshire; † 22. Juli 1951 in Neapel, Italien) war ein Admiral der US Navy während des Zweiten Weltkrieges und von 1949 bis 1951 der 12. Chief of Naval Operations.

## Militärische Laufbahn
Geboren in Merrimack, New Hampshire, absolvierte Sherman von 1914 bis 1917 die US Naval Academy in Annapolis. Nach dem Ersten Weltkrieg diente er als Offizier auf dem Kanonenboot USS Nashville und dem Zerstörer USS Murray in europäischen Gewässern. Von 1919 bis 1921 war Sherman als Offizier auf dem Schlachtschiff USS Utah und den Zerstörern Reid und Barry eingesetzt.
Nach seiner Zeit als Flaggoffizier bei der Atlantikflotte erhielt er in der Naval Air Station Pensacola seine Flugausbildung und wurde 1922 dem zweiten Kampfgeschwader als Pilot zugeteilt. 1924 kehrte er als Ausbilder nach Pensacola zurück und studierte anschließend am Naval War College. Von 1927 bis 1930 war er auf den Flugzeugträgern Lexington und Saratoga als Kommandant der Luftgruppe. Nach der Beförderung zum Lieutenant Commander 1930 kehrte er zur Naval Warfare Academy zurück. Im folgenden Jahrzehnt kommandierte er dann das erste Kampfgeschwader, war Navigator auf der Ranger und arbeitete im Bureau of Ordnance. 1937 wurde er zum Commander befördert. 1941/42 war er Mitglied des gemeinsamen Verteidigungsausschusses der Vereinigten Staaten und Kanada und dem Chief of Naval Operations unterstellt. Nach seiner Beförderung zum Captain übernahm er das Kommando über den Flugzeugträger Wasp und nahm an der Schlacht um Guadalcanal und dem Salomonen-Feldzug teil. Nach der Versenkung der Wasp durch ein japanisches U-Boot wurde er mit dem Navy Cross ausgezeichnet und zum Rear Admiral befördert. Er übernahm das Amt des Stabschefs beim Kommandeur der US-Luftstreitkräfte der Pazifikflotte. Im November 1943 wurde er stellvertretender Stabschef des Kommandeurs der Pazifikflotte, Admiral Chester W. Nimitz. Diesen Posten behielt Sherman bis zum Ende des Krieges. In dieser Position nahm er unter anderem an der Japanischen Kapitulation am 2. September 1945 teil.
Nach einer kurzen Phase als Flugzeugträgergeschwaderkommandant wurde er im Dezember 1945 zum Vice Admiral befördert und zum stellvertretenden Chief of Naval Operations ernannt. Von Januar 1948 bis Oktober 1949 kommandierte er die US-Flotte im Mittelmeer, wurde dann aber nach Washington, D.C. zurückberufen. Zum Admiral befördert, wurde er im Oktober 1949 zum Chief of Naval Operations. Während der folgenden 16 Monate hatte er vor allem mit den Folgen des Aufstands der Admirale zu kämpfen, dazu kam der „heiße“ Krieg in Korea sowie der sich verschärfende Kalte Krieg mit der Sowjetunion.
Sherman starb am 22. Juli 1951 während einer diplomatischen Reise in Neapel, Italien nach einer Serie von Herzinfarkten.
Ihm zu Ehren wurden zwei Zerstörer auf den Namen USS Forrest Sherman getauft, ebenso erhielt eine Insel in der Antarktis im Rahmen des Internationalen Geophysikalischen Jahres den Namen Sherman Island. Das Flugfeld auf der Naval Air Station Pensacola erhielt den Namen Forrest Sherman Field, ebenso das Flugfeld der United States Naval Academy.

## Auszeichnungen
Auswahl der Dekorationen, sortiert in Anlehnung der Order of Precedence of the Military Awards:
- Navy Cross
- Navy Distinguished Service Medal
- Legion of Merit
- Purple Heart